# Acrotona sylvicola
Acrotona sylvicola – gatunek chrząszcza z rodziny kusakowatych i podrodziny rydzenic. Zamieszkuje Europę i Syberię.

## Taksonomia
Gatunek ten opisany został po raz pierwszy w 1856 roku przez Ernsta Gustava Kraatza pod nazwą Oxypoda sylvicola. 

## Morfologia
Chrząszcz o wydłużonym ciele długości od 2,3 do 3 mm, z wierzchu, wskutek gęstego punktowania, tylko lekko połyskującym. Ciemnobrązowa głowa ma oczy nieznacznie tylko krótsze od rozdętych skroni. Czułki są ciemnobrązowe z rozjaśnionymi nasadami i mają człon drugi tak długi jak trzeci, człon przedostatni co najwyżej bardzo słabo poprzeczny, a człon ostatni krótszy niż dwukrotność jego szerokości. Przedplecze jest szerokie, o ⅓ szersze niż dłuższe, po bokach silnie zaokrąglone i ku przodowi nieco bardziej niż ku tyłowi zwężone. Barwę ma rudobrązową. Owłosienie przedplecza na linii środkowej kieruje się prosto ku tyłowi, a po bokach od niej ukośnie ku tyłowi. Pokrywy mierzone w barkach są wyraźnie węższe od przedplecza, a mierzone wzdłuż szwu krótsze od niego. Ubarwienie mają rudobrązowe do ciemnobrązowego. W widoku bocznym niedostrzegalne są boczne części przedpiersia. Na śródpiersiu brak jest podłużnego kila. Odnóża środkowej pary charakteryzują się krótkimi, słabo widocznymi szczecinkami bocznymi goleni. Tylna para odnóży ma stopy o członie pierwszym dłuższym niż drugi. Ciemnobrązowy z jaśniejszym wierzchołkiem odwłok zwęża się ku tyłowi.

## Ekologia i występowanie
Owad ten zasiedla stanowiska zacienione. Bytuje głównie w liściastej ściółce leśnej, najchętniej pod leszczynami i olszami, ale także wśród mchów i pod kamieniami.
Gatunek palearktyczny, znany z Irlandii, Wielkiej Brytanii, Francji, Belgii, Holandii, Niemiec, Szwajcarii, Austrii, Włoch, Danii, Szwecji, Norwegii, Finlandii, Łotwy, Litwy, Polski, Czech, Słowacji, Rumunii oraz północnoeuropejskiej i syberyjskiej części Rosji. Na „Czerwonej liście gatunków zagrożonych Republiki Czeskiej” umieszczony jest jako gatunek narażony na wymarcie (VU).